# 1231 Аврікула
1231 Аврікула (1231 Auricula) — астероїд головного поясу, відкритий 10 жовтня 1931 року.
Тіссеранів параметр щодо Юпітера — 3,349.